# Ісамаалійт
Ісамаалійт (ест. Isamaaliit; «Союз Вітчизни») — консервативно-націоналістична політична партія в Естонії. 4 квітня 2006 року представники Ісамаалійт та Res Publica ухвалили рішення про злиття обох партій, що відбулось того ж року. Затверджена спочатку назва об'єднаної партії За Естонію (ест. Erakond Eesti Eest) була відкинута й нова партія була названа просто Союз Вітчизни і Res Publica (ест. Isamaa ja Res Publica Liit).
Відповідно до установок партії, її програма базувалась на християнській демократії й на позитивному, сучасному націоналізмі. Партія Ісамаалійт стояла за більшою частиною реформ, проведених в Естонії на початку 1990-их років.

## Історія
Партія була заснована 2 грудня 1995 року в результаті злиття Партії національної незалежності Естонії (ест. ERSP, Eesti Rahvusliku Sõltumatuse Partei) та Національної коаліційної партії «Вітчизна» (ест. Rahvuslik Koonderakond «Isamaa»). Деяка частина засновників партії була дисидентами за Радянської влади та брала активну участь у русі за національну незалежність наприкінці 1980-их — початку 1990-их років. Національна коаліційна партія «Вітчизна» була заснована у вересні 1992 року, після об'єднання чотирьох виборчих союзів:
- Християнсько-демократична партія (Kristlik-demokraatlik Erakond)
- Християнсько-демократичний союз (Kristlik-Demokraatlik Liit)
- Консервативна народна партія (Konservatiivne Rahvaerakond)
- Республіканська коаліційна партія (Vabariiklaste Koonderakond)

Три останніх 1994 року утворили Національну коаліційну партію «Вітчизна». Ліберально-демократична партія (Liberaaldemokraatlik Partei), що брала участь у виборчому союзі, до об'єднання не увійшла.
Тойво Юргенсон (ест. Toivo Jürgenson) був обраний першим головою партії та залишався на посту до 1998, коли став міністром транспорту і зв'язку.

### Діяльність в уряді
Март Лаар, історик, прем'єр-міністр Естонії з 1992 до 1994 року, очолив партію 24 жовтня 1998 року.
Парламентські вибори 1999 року були вдалими для партії та принесли їй 18 місць. Лідер партії, Март Лаар, знову став прем'єр-міністром. Коаліційний уряд залишався при владі до 28 січня 2002 року.
На парламентських виборах 2003 року партія здобула 7 місць у Рійгікогу і з тієї пори пішла в опозицію.